# Amparo Baró
Amparo Baró, nome d'arte di Amparo Baró San Martín, (Barcellona, 21 settembre 1937 – Madrid, 29 gennaio 2015), è stata un'attrice spagnola.

## Filmografia
- Tormento d'amore (1956)
- Rapsodia de sangre (1958)
- Galería de maridos (1959) Serie TV
- Llama un tal Esteban (1960)
- Trío de damas (1960)
- Adiós, Mimí Pompón (1961)
- Margarita se llama mi amor (1961)
- Mujeres solas, nell'episodio del 7 settembre 1961
- Tres de la Cruz Roja (1961)
- Sendas cruzadas (1961)
- Chicas en la ciudad, negli episodi del 2 novembre 1961, del 25 gennaio 1962, dell'8 febbraio 1962 e del 1 marzo 1962
- Tierra de todos (1962)
- Cuarto de estar (1963) Serie TV
- Operación: Embajada (1963)
- Día a día – serie TV, 4 episodi (1963)
- La ragazza meravigliosa (La chica del trébol) (1964)
- Tengo 17 años (1964)
- Confidencias (1964-1965) Serie TV
- Primera fila, negli episodi "El canto de la cigarra" (1964), "La vida en un bloc" (1965), "El viaje de Mr. Perrichon" (1965) e "Pisito de solteras" (1965)
- El tercer rombo, negli episodi "El consabido ladrón" (1966) e "Un favor a la vecina" (1966)
- Tiempo y hora (1965-1967) Serie TV
- Autores invitados, negli episodi "Monólogo a tres voces" (1967) e quello del 15 marzo 1967
- Telecomedia de humor, negli episodi "Con la vida del otro" (1967) e "Blanca por fuera, rosa por dentro" (1967)
- La pequeña comedia, negli episodi "En el tren" (1966) e "Velada sentimental" (1968)
- Fábulas, negli episodi "El labrador y la víbora" (1968) e "El parto de los montes" (1968)
- La banda del Pecas (1968)
- Hora once, negli episodi "La venda" (1968), "Restaurante de Ángel" (1969) e "La extraña tarde del Dr. Burke" (1969)
- Carola de día, Carola de noche (1969)
- Teatro catalán, nell'episodio "El malalt imaginari" (1969)
- Del dicho al hecho – serie TV, 4 episodi (1971)
- Sospecha, nell'episodio "Las víctimas eran mujeres solitarias" (1971)
- Las doce caras de Eva, nell'episodio "Aries" (1971)
- Historias de Juan Español, nell'episodio "Juan Español, pícaro" (1973)
- Si yo fuera rico, nell'episodio "Si yo fuera relaciones públicas" (1974)
- Silencio, estrenamos (1974) Serie TV
- El quinto jinete, nell'episodio "Los dados" (1975)
- El teatro, nell'episodio "Cuatro corazones con freno y marcha atrás" (1977)

- Novela (1964-1978) Serie TV

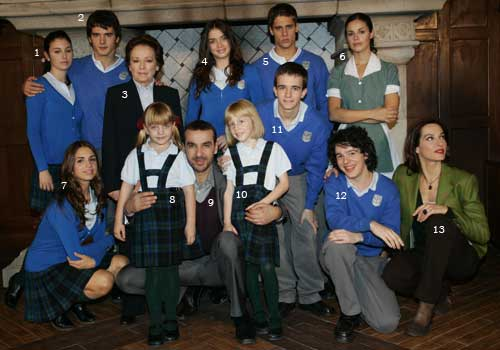
Amparo Baró (numero 3) insieme agli altri attori della serie El Internado

- Teatro estudio, nell'episodio "El bebé furioso" (1978)
- Al servicio de la mujer española (1978)
- La venganza de Don Mendo (1979) Film TV
- Que usted lo mate bien, nell'episodio "La pareja" (1979)
- Novel·la, nell'episodio "La señora Llopis declara la guerra" (1979)
- El divorcio que viene (1980)
- Il nido (El nido), regia di Jaime de Armiñán (1980)
- Apaga... y vámonos (1981)
- 127 millones libres de impuestos (1981)
- En septiembre (1982)
- Historias para no dormir, nell'episodio "El trapero" (1982)
- Estudio 1, negli episodi  "Tres sombreros de copa" (1966),  "Bonaparte quiere vivir tranquilo" (1968),  "Las aleluyas del señor Esteve" (1971),  "La casa de Quirós" (1972), "Bubu" (1972),  "50 años de felicidad II" (1973),  "Diálogos de carmelitas" (1973),  "Enriqueta sí, Enriqueta no" (1973),  "No hay novedad, Doña Adela" (1980), "Quality Street" (1980),  "El barón" (1983) e  "El sombrero de copa" (1984)
- Cuentos imposibles, negli episodi "Ingrid Bloom" (1984), "Nuevo amanecer" (1984), "Hostal Valladolid" (1984) e "Juncal" (1984)
- Stico (1985)
- El elegido (1985)
- Recordar, peligro de muerte (1986)
- Tarde de teatro, nell'episodio "Un marido de ida y vuelta" (1986)
- Cara de acelga (1987)
- Mi general (1987)
- Il bosco animato, (El bosque animado), regia di José Luis Cuerda (1987)
- Recuerda cuándo, negli episodi "El reencuentro" (1987), "El amor" (1987), "Las chicas" (1987), "La trampa" (1987), "El amante" (1987) e "El ático" (1987)
- Lorca, morte di un poeta (Lorca, muerte de un poeta), negli episodi "Una guerra civil (1935-1936)" (1987) e "La muerte (1936)" (1988)
- Soldadito español (1988)
- Le cose dell'amore (Las cosas del querer) (1989)
- Primera función, negli episodi "El cianuro... ¿solo o con leche?" (1989), "Vengan corriendo que les tengo un muerto" (1989) e "El cuerpo" (1989)
- Quart segona (1991) Serie TV
- Farmacia de guardia, nell'episodio "Pim, pam, punk" (1992)
- Hasta luego cocodrilo, negli episodi "Zamba de mi esperanza" (1992), "Por el camino peligroso" (1992), "El vídeo mató a la estrella de la radio" (1992), "No hay marcha en Nueva York" (1992) e "Cuando los santos salen de paseo" (1992)
- Una gloria nacional, nell'episodio 1x4 (1993)
- Al otro lado del túnel (1994)
- Las cosas del querer 2ª parte (1995)
- Fuera de lugar (1995) Cortometraggio
- El palomo cojo (1995)
- Boca a boca (1995)
- Juntas pero no revueltas (1995-1996) Serie TV
- En plena forma (1997) Serie TV
- Vida y sainete, nell'episodio "Los padres del artista" (1998)
- Tío Willy (1998-1999) Serie TV
- ¡Qué grande es el teatro!, nell'episodio "La opinión de Amy" (1999)
- Noviembre (2003)
- A falta de pan (2005) Cortometraggio
- 7 vidas (1999-2006) Serie TV
- Aída, nell'episodio "Misterioso asesinato en Esperanza Sur" (2007)
- Siete mesas de billar francés (2007)
- El internado (El Internado) (2007-2010) Serie TV
- Los Quién, nell'episodio "Highway to Gel" (2011)
- Maktub (2011)
- Eutanas SA (2013) Cortometraggio uscito in home video